# Raven Goodwin
Raven Shamira Goodwin (Washington D. C., 24 de junio de 1992) es una actriz estadounidense, conocida por su papel de Ivy Wentz en la serie de comedia de Disney Channel ¡Buena suerte, Charlie!

## Actuación
Es más conocida por interpretar a Tangie Cunningham en el Nickelodeon original serie de televisión Just Jordan , protagonizada por 'Lil' JJ. Goodwin apareció por primera vez como Annie marcas en la película de 2001 Lovely & Amazing y dos años más tarde, como Cleo en la película de 2003 The Station Agent. Interpretó el papel recurrente de la mejor amiga de Teddy Duncan, Ivy Wentz, en la serie de Disney Channel Good Luck Charlie y fue el principal papel de Becca en la ABC Family.
Ella era una estudiante de Lyndon Hill Elementary School en el Condado de Prince Georges, Maryland y tiene una hermana mayor, Curtrice D. Murphey (24). 
Goodwin ha estado actuando desde los cuatro años de edad. Ella hizo su debut en el cine junto a Nicole Holofcener independiente comedia-drama Lovely & Amazing como Annie Marcas, hija adoptiva de Brenda Blethyn, para el papel, Goodwin recibió un Premio Independiente a la "Mejor Debut Performance". En 2003, ella apareció con Tom McCarthy en la comedia The Station Agent.
En 2011 apareció en dos episodios de la serie de televisión Glee como una de las integrantes del grupo "The Slanks".

## Filmografía
| Películas                    | Películas                          | Películas                 | Películas                                                             |
| Año                          | Película                           | Papel                     | Notas                                                                 |
| ---------------------------- | ---------------------------------- | ------------------------- | --------------------------------------------------------------------- |
| 2001                         | Lovely & Amazing                   | Annie Marks               |                                                                       |
| 2003                         | The Station Agent                  | Cleo                      |                                                                       |
| 2006                         | Phat Girlz                         | Jazmin (13 Años)          |                                                                       |
| 2006                         | Just a Phase                       | Crystal                   |                                                                       |
| 2007                         | All About Us                       | DJ                        |                                                                       |
| 2008                         | My Genie                           | Princene 'Princesa' Gingi |                                                                       |
| 2011                         | Good Luck Charlie, It's Christmas! | Ivy Wentz                 | Disney Channel Original Movie                                         |
| 2024                         | Lola                               | Babina                    |                                                                       |
| Televisión                   |                                    |                           |                                                                       |
| Año                          | Título                             | Papel                     | Notas                                                                 |
| 2008                         | 30 Rock                            | Pam                       |                                                                       |
| 2007–2008                    | Just Jordan                        | Tangie Cunningham         | Main role                                                             |
| 2010                         | Huge                               | Becca                     | Main role                                                             |
| 2010–2014                    | Good Luck Charlie                  | Ivy Wentz                 | Papel recurrente, Disney Channel Original Series 33 episodios         |
| 2011                         | Glee                               | Sheila                    | Appeared in 2 episodes: "The Purple Piano Project" and "I Am Unicorn" |
| 2024                         | Grotesquerie                       | Merritt Tryon             | Elenco principal                                                      |
| Television guest appearances |                                    |                           |                                                                       |
| 2004                         | Malcolm in the Middle              | Special Kid # 2           | 1 episode                                                             |
| 2005                         | Strong Medicine                    | Tara                      | 1 episode                                                             |
| 2006                         | Everybody Hates Chris              | Tangee                    | 1 episode                                                             |
| 2006                         | All of Us                          | Courtney                  | 2 episodes                                                            |
| 2008                         | 30 Rock                            | Pam                       | 1 episode                                                             |
| 2010                         | Meet the Browns                    | Rose Watkins              | 1 episode; "Meet the Trainer"                                         |
| 2011                         | New Girl                           | Desere                    | 1 episodio; "Bells"                                                   |